# 目录 (文件系统)

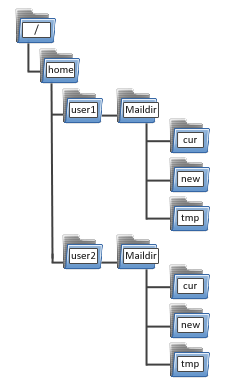
类Unix下的文件夹层级结构

在计算机或相关设备中，一个目录或文件夹就是一个装有数字文件系统的虚拟“容器”。在它里面保存着一组文件和其它一些目录。
一个典型的文件系统可能会包含成千上万个目录。多个文件通过存储在一个目录中，可以达到有组织的存储文件的目的。在一个目录中的另一个目录被称作它的子目录（子文件夹）。这样，这些目录就构成了层次（hierarchy），或树形结构。

## 概述

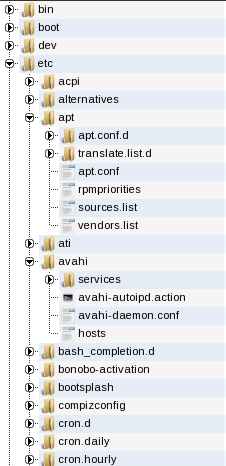
类Unix系统文件目录层次结构

电脑的文件系统可被形象地看作一个文件“橱柜”。在它之中，高等的目录中有“抽屉”，低等的子目录中可能有“抽屉”中的文件夹。
很久以前，甚至在一些现代的嵌入式设备中，要么根本没有对目录的支持，要么仅有一层目录结构（也就是说，不能有子目录，而仅有一些各自存有文件的顶级目录）。世界上第一个流行的、完全分等级的文件系统是Multics文件系统，这种文件系统是丹尼斯·里奇的早期研究成果。
现代，在类Unix系统，特别是Linux中，目录结构是被“文件系統層次結構標準”定义的。
在很多操作系统中，程序运行时会有一个相关联的工作目录。如果要访问文件没有给出完整具体的位置，程序会默认为文件在这个目录下。
有些操作系统中，用户被限制只能访问他们自己的用户文件夹或工程目录，使用户间的活动相隔离。
在 Unix 中，目录被看作一类文件。

### “文件夹”的比喻
“文件夹”这个名称将目录比作办公室里用的文件夹。这个名称自从一开始被Apple Lisa使用以来，在几乎所有现代操作系统的桌面环境中广泛使用。文件夹通常会与一个看起来很像真实文件夹的图标一起展现。
严格地说，作为文件系统的“目录”和把它表现为一个“文件夹”的图形用户界面是有区别的。